# United States Basketball League 2007
La stagione USBL 2007 fu la ventiduesima della United States Basketball League. Parteciparono 7 squadre in un unico girone.
Rispetto alla stagione precedente si aggiunsero tre nuove franchigie, gli Albany Patroons e i Gary Steelheads, provenienti dalla CBA, e i Delaware Stars. I Nebraska Cranes, i Northeast Pennsylvania Breakers e i Pennsylvania ValleyDawgs si sciolsero. I Long Island PrimeTime, esclusi inizialmente dal campionato, vennero ripescati per prendere il posto dei Delaware Stars, falliti il 24 maggio 2007. Long Island ereditò il record di Delaware e nella classifica finale compare il record cumulativo delle due franchigie. Gli Albany Patroons rinunciarono ai play-off.

## Squadre partecipanti
- Albany Patroons
- Brooklyn Kings
- Delaware Stars /  L. Island PrimeTime
- Dodge City Legend
- Gary Steelheads
- Kansas Cagerz
- Oklahoma Storm

## Classifica
| Squadra                              | V  | P  | %    | GB |
| ------------------------------------ | -- | -- | ---- | -- |
| Dodge City Legend                    | 20 | 8  | 71,5 |    |
| Albany Patroons                      | 16 | 7  | 69,6 |    |
| Gary Steelheads                      | 16 | 11 | 56,0 |    |
| Brooklyn Kings                       | 8  | 8  | 50,0 |    |
| Kansas Cagerz                        | 14 | 15 | 48,3 |    |
| Oklahoma Storm                       | 12 | 18 | 35,7 |    |
| Delaware Stars/Long Island PrimeTime | 0  | 13 | 0,0  |    |

## Play-off

### Pool A
| 28 giugno | Dodge City Legend | 103 – 97 | Brooklyn Kings | Mark Price Arena |

| 29 giugno | Brooklyn Kings | 115 – 84 | Oklahoma Storm | Mark Price Arena |

| 30 giugno | Oklahoma Storm | 94 – 93 | Dodge City Legend | Mark Price Arena |

### Pool B
| 29 giugno | Kansas Cagerz | 100 – 88 | Gary Steelheads | Mark Price Arena |

| 30 giugno | Kansas Cagerz | 121 – 98 | Gary Steelheads | Mark Price Arena |

### Finale
| 1º luglio | Kansas Cagerz | 95 – 92 | Brooklyn Kings | Mark Price Arena |

## Vincitore
| Campione USBL 2007        |
| ------------------------- |
| Kansas Cagerz (1º titolo) |

## Statistiche
| Categoria             | Giocatore          | Squadra         | Stat |
| --------------------- | ------------------ | --------------- | ---- |
| Punti per gara        | Anthony Richardson | Kansas Cagerz   | 20,0 |
| Rimbalzi per gara     | Jason Miller       | Kansas Cagerz   | 8,0  |
| Assist per gara       | Kareem Reid        | Albany Patroons | 6,4  |
| Palle rubate per gara | Ronald Ross        | Albany Patroons | 2,5  |
| Stoppate per gara     | Deng Gai           | Albany Patroons | 2,1  |
| FG%                   | Dajan Smith        | Brooklyn Kings  | 61,0 |
| FT%                   | Shawn Hawkins      | Albany Patroons | 96,4 |
| 3FG%                  | Antoine Jordan     | Albany Patroons | 58,8 |

## Premi USBL
- USBL Player of the Year: Anthony Richardson, Kansas Cagerz[6]
- USBL Coach of the Year: Dale Osbourne, Dodge City Legend
- USBL Defensive Player of the Year: Ronald Ross, Albany Patroons
- USBL Sixth Man of the Year: Kareem Reid, Albany Patroons
- USBL Rookie of the Year: Adam Schaper, Gary Steelheads[7]
- USBL Executive of the Year: Carroll Long, Kansas Cagerz
- USBL Postseason MVP: Nate Johnson, Kansas Cagerz
- All-USBL First Team
  - Jamario Moon, Gary Steelheads[8]
  - Anthony Richardson, Kansas Cagerz
  - Chris Sockwell, Dodge City Legend
  - Abduhl Mills, Brooklyn Kings
  - Ronald Ross, Albany Patroons
- All-USBL Second Team
  - Brian Lubeck, Dodge City Legend
  - Cory Hightower, Albany Patroons
  - Marcus Campbell, Kansas Cagerz
  - Kareem Reid, Albany Patroons
  - Anthony Johnson, Kansas Cagerz
- USBL All-Defensive Team
  - Jason Miller, Kansas Cagerz
  - Jamario Moon, Gary Steelheads
  - Jamar Howard, Dodge City Legend
  - Deng Gai, Albany Patroons
  - Ronald Ross, Albany Patroons